# Ungdomshem
Ungdomshem eller SiS-hem är i Sverige en form av social dygnsvård med Statens institutionsstyrelse (SiS) som huvudman. 
Ungdomar kan placeras på ungdomshem med stöd av Lagen om vård av unga (LVU) eller Lagen om sluten ungdomsvård (LSU). Av de 20 000 barn som årligen placeras av socialtjänsten enligt LVU, placeras omkring 1 000 inom ett ungdomshem. En placering på ett ungdomshem med stöd av LVU är en tvångsåtgärd till följd av sociala problem, men är inte ett straff. En placering med stöd av LSU är däremot ett alternativ till fängelsestraff för unga förbrytare mellan 15 och 17 år. Som längst kan en ungdom bli dömd till 4 år, medan den kortaste strafftiden är 14 dagar. 
En ny rapport (mars 2023) från World Childhood Foundation och Barnrättsbyrån visar på allvarliga problem med sexuella övergrepp och kränkningar mot barn på de statliga ungdomshemmen i Sverige. 